# Список президентов Джубаленда
Президент Джубаленда является исполнительным главой государства: президент функционирует как глава государства и избирается законодательным собранием Джубаленда на неопределённый срок. 
До провозглашения независимости в 1960 году глава Джубаленда избирался в качестве провинциального губернатора.

## Список
| Портрет                                        | Имя (годы жизни)                           | Начало полномочий                          | Окончание полномочий                       | Политическая партия                                                |
| Верховный комиссар Транс-Джубы (1924—1926)     | Верховный комиссар Транс-Джубы (1924—1926) | Верховный комиссар Транс-Джубы (1924—1926) | Верховный комиссар Транс-Джубы (1924—1926) | Верховный комиссар Транс-Джубы (1924—1926)                         |
| ---------------------------------------------- | ------------------------------------------ | ------------------------------------------ | ------------------------------------------ | ------------------------------------------------------------------ |
|                                                | Коррадо Дзоли(1877–1951)                   | 16 июля 1924                               | 31 декабря 1926                            | беспартийный                                                       |
| Председатель Сомалийского национального фронта |                                            |                                            |                                            |                                                                    |
|                                                | Мухаммед Саид Херси                        | 22 февраля 1993                            | 11 июня 1999                               | Сомалийский национальный фронт Сомалийское патриотическое движение |
|                                                | Ахмед Варсаме Мохамед                      | 11 июня 1999                               | 18 июня 2001                               | Сомалийский национальный фронт Союзные сомалийские силы            |
| Президент Джубаленда                           |                                            |                                            |                                            |                                                                    |
|                                                | Барре Адан Шир Хиираале                    | 2007                                       | 3 апреля 2011                              | беспартийный                                                       |
| Президент Азании                               |                                            |                                            |                                            |                                                                    |
|                                                | Мохамед Абди Мохамед                       | 3 апреля 2011                              | 15 мая 2013                                | беспартийный                                                       |
| Президент Джубаленда                           |                                            |                                            |                                            |                                                                    |
|                                                | Ахмед Мохамед Ислам Мадобе                 | 15 мая 2013                                | действующий                                | Движение Раскамбони                                                |